# Madeiro
Madeiro (Oficialmente O Madeiro) es un caserío  español situado en la parroquia de Tojosoutos en el municipio de Lousame (provincia de La Coruña, Galicia).
En 2021 tenía una población de 8 habitantes (4 hombres y 4 mujeres). Está situado a 342 metros sobre el nivel del mar a 8,3 km de la cabecera municipal. Las localidades más cercanas son San Xusto y Cedofeito. 